# بطاريق عملاقة بشرية الحجم
البطاريق العملاقة بشرية الحجم (الاسم العلمي: Anthropornis) هو جنسٌ من البطاريق العملاقة، وكان قد  عاش قبل 45-33 مليون سنة في أواخر العصر الإيوسيني والجزء الأول من العصر الأوليغوسيني. قد يصل طوله إلى 1.8 متر (5 أقدام و11 بوصة)، ووزنه قد يصل إلى 90 كغم (200 رطل). وُجدت بعض الأحافير الخاصة به في تكوين لا ميسيات [الإنجليزية] في جزيرة سيمور [الإنجليزية] قبالة ساحل القارة القطبية الجنوبية ونيوزيلندا. مقارنةً مع البطريق الإمبراطور (أكبر أنواع البطاريق الحديثة) فإنَّ طوله يصل إلى 1.2 متر (3 أقدام و11 بوصة) فقط.

مُقارنةٌ بين البطاريق العملاقة بشرية الحجم (أكبر البطاريق المنقرضة) والبطريق الإمبراطور (أكبر البطاريق الحديثة) مع إنسانٍ ذكرٍ بالغ